# Niedersächsisches Institut für Sportgeschichte
Das Niedersächsische Institut für Sportgeschichte (NISH) ist ein Dokumentationszentrum in Hannover zur Erforschung und Registrierung der Sportentwicklung in Niedersachsen sowie der angrenzenden norddeutschen Gebiete. Das NISH war die erste Einrichtung dieser Art in Deutschland und gilt auf dem Gebiet regionaler Sportforschung als beispielhaft. Gründungspräsident war Wilhelm Henze, Stellvertretender Vorsitzender Günther Volker, Geschäftsführer Hans Fritsch (Leichtathlet), Vorsitzender des Wissenschaftlichen Beirates Arnd Krüger, seit 2024 Ehrenpräsident. Derzeitiger Vorsitzender (seit 2024) des Vereins ist Detlef Kuhlmann; Geschäftsführer ist Bernd Wedemeyer-Kolwe, Ehrenmitglied des Vorstandes Friedrich Mevert. Vorsitzender des Wissenschaftlichen Beirates ist Christian Becker, Stellvertreterin Swantje Scharenberg, Mitglieder u. a. die Sportwissenschaftler Michael Krüger, Gertrud Pfister und die Archivarin Cornelia Regin.

## Geschichte

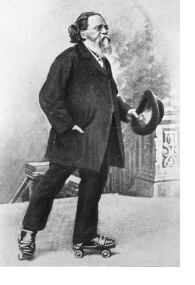
Der „niedersächsische Turnvater“ Franz Wilhelm Metz ist die Leitfigur des NISH.

Das NISH wurde 1981 unter der Schirmherrschaft des niedersächsischen Ministerpräsidenten Ernst Albrecht gegründet, zunächst als Niedersächsisches Institut für Sportgeschichte Hoya e. V., wo das Institut bis 2010 seinen Sitz hatte. 1984 begann die landesweite Bestandsaufnahme wissenschaftlicher Quellen, die zwischenzeitlich jedoch aus finanziellen Gründen unterbrochen werden musste. Seit seinem Bestehen hat das NISH zahlreiche Ausstellungen zur niedersächsischen Sportgeschichte sowie Tagungen zur Sportgeschichte ausgerichtet, u. a. der 6. Jahreskongress des European Committee for Sports History (CESH) 2001 in Göttingen. Das NISH wird institutionell über den Landessportbund Niedersachsen gefördert.
Ende 2010 zog das NISH von Hoya nach Hannover in den Gebäudekomplex des Landessportbundes Niedersachsen um.

## Aufgaben
Das Institut ist die Dokumentationsstelle des niedersächsischen Sports und besitzt zahlreiche Nachlässe sportwissenschaftlicher Bedeutung und betreut das Archiv des Landessportbundes Niedersachsen, das künftig durch eine Datenbank zugänglich gemacht werden soll. Herausragende Bestände bei den persönlichen Nachlässen sind die Sammlung des ehemaligen Ringkampf-Funktionärs Gerhard Schäfer zur Geschichte des Kraftsports und des Ringens von 1890 bis 1980 sowie eine umfangreiche Sammlung zur Geschichte des Schachs des Schachspielers und -funktionärs Peter Werner (1936–1999) aus Bockenem. Im Bibliotheksbestand befindet sich unter anderem die Internationale FKK-Bibliothek, die größte Sammlung zur Freikörperkultur, die sich zuvor in Kassel befand, sowie eine Sammlung zur Geschichte des Behindertensportes. Die Präsenzbibliothek umfasst rund 20.000 Bände, darunter 3600 Festschriften und Chroniken von Vereinen und Verbänden. Die Sammlungen umfassen auch rund 20.000 Bilddateien.
Das NISH gibt eine eigene Publikationsreihe im Lit Verlag heraus sowie Jahrbücher, Ausstellungskataloge und Einzelveröffentlichungen. Alle zwei Jahre veranstaltet es den Wettbewerb „Wir suchen die besten Jubiläumsschrift“, um so die Erstellung qualitativ guter Vereins-Jubiläumsschriften zu würdigen und zu unterstützen sowie den Bernhard-Zimmermann-Wettbewerb, um die besten wissenschaftlichen Arbeiten zur Sportgeschichte Norddeutschlands zu würdigen. Zudem hat das NISH die Ehrengalerie für niedersächsische Sportler eröffnet, deren langjähriger Betreuer Gründungsmitglied des NISH Kurt Hoffmeister war. Für besondere Verdienste um die Sportgeschichte verleiht das NISH die Bernhard-Zimmermann-Medaille.
Auf Bundesebene initiierte das NISH die Deutsche Arbeitsgemeinschaft von Sportmuseen, Sportarchiven und Sportsammlungen e. V. (DAGS), die 2003 gegründet wurde.

## Schriften (Auswahl)
Das NISH ist Herausgeber verschiedener Publikationen:
Schriftenreihen:
- in der Schriftenreihe des Niedersächsischen Instituts für Sportgeschichte Hoya e. V.,
  - Reihe 1: Wissenschaftliche Reihe [Zeitschrift/Serie]:
    - Bd. 21: Arnd Krüger, Bernd Wedemeyer-Kolwe (Hrsg.): Vergessen, verdrängt, abgelehnt. Zur Geschichte der Ausgrenzung im Sport, Tagungsbericht der 10. Hoyaer Tagung zur Sportgeschichte vom 10. bis 12. Oktober 2008, Berlin; Münster: Lit, 2009, ISBN 978-3-643-10338-3.
    - Bd. 22: Arnd Krüger, Swantje Scharenberg (Hrsg.): Zeiten für Helden – Zeiten für Berühmtheiten im Sport, Reflektionen der 9. Hoyaer Tagung Sportstars, Helden und Heldinnen. Veränderungen in der Darstellung berühmter Sportler und Sportlerinnen in den Massenmedien, Berlin; Münster: Lit, 2014, ISBN 978-3-643-12498-2.

  - Reihe 2: Materialien zur niedersächsischen Sportgeschichte [Zeitschrift/Serie]:
    - Bernd Wedemeyer-Kolwe (Hrsg.): Das Archiv des LandesSportBundes Niedersachsen. Forschungsübersicht und Bestandskatalog, Hoya: NISH, 2006, ISBN 3-932423-31-3.
    - Kurt Hoffmeister: Für Verdienste um den niedersächsischen Sport. Mit der Niedersächsischen Sportmedaille ausgezeichnet, Hoya: NISH, 2004, ISBN 3-932423-20-8.
- Jahrbuch / Niedersächsisches Institut für Sportgeschichte Hoya e. V. Aktuelles, Historisches, Wissenswertes, [Zeitschrift/Serie], Hannover: NISH

Weitere Publikationen:
- Lothar Wieser, Hubert Dwertmann, Arnd Krüger, Hans Langenfeld, Joachim Schlüchtermann, Ludwig Schulte-Huxel (Red.): Sport in Hannover. Von der Stadtgründung bis heute, hrsg. vom Niedersächsischen Institut für Sportgeschichte, Hoya e. V. (NISH) mit wissenschaftlichem Beirat durch Arnd Krüger und Hans Langenfeld, 1. Auflage, Hoya: Niedersächsisches Inst. für Sportgeschichte, 1991, ISBN 3-923478-56-9.